# Трудовое (Токмакский район)
Трудовое (укр. Трудове) — село,
Остриковский сельский совет,
Токмакский район,
Запорожская область,
Украина.
Код КОАТУУ — 2325283605. Население по переписи 2001 года составляло 476 человек.

## Географическое положение
Село Трудовое находится на правом берегу реки Токмачка в месте впадения в неё рек Бандурка и Каинкулак,
ниже по течению на расстоянии в 1 км расположено село Остриковка.

## История
- 1864 год — дата основания как село Кайкулак.
- В 1945 году переименовано в село Трудовое[2].

## Экономика
- «Токмакский гранитный карьер», ООО.

## Объекты социальной сферы
- Клуб.

## Известные уроженцы и жители
- Демченко, Яков Михайлович — советский военачальник, генерал-майор.
- Чечет, Григорий Герасимович — авиаконструктор начала XX века.